# Ischnispa
Ischnispa is een geslacht van kevers uit de familie bladkevers (Chrysomelidae).
De wetenschappelijke naam van het geslacht werd in 1963 gepubliceerd door Gressitt.

## Soorten
- Ischnispa nigra Gressitt, 1963
- Ischnispa sulcata Gressitt, 1963